# Temporada de huracanes del Atlántico de 1840
La Temporada de huracanes del Atlántico de 1840 fue una temporada de huracanes sin saber la cantidad real de tormentas en el año.

## Ciclones

### Tormenta tropical Uno
19 a 23 de junio. Se formó un área de baja presión en el golfo de México. La baja se movió hasta que el 19 de junio se formó un área de inestabilidad furiosa y el 20 de junio se formó la tormenta tropical uno sobre el golfo de México. Esta se movió al norte y siguió una trayectoria hacia el norte y tocó tierra en Lake Charles, acompañada por severas días de lluvia intensa, los vientos el 21 de junio dañaron lugares en Luisiana.

### Tormenta tropical Dos
18 a 17 de septiembre Se formó una baja tropical sobre el golfo de México, la baja siguió tomando fuerza y logró convertirse en una depresión, en la tarde se mantuvo fuerte y toco tierra en Galveston, Texas y se disipó.

### Huracán Tres
Un día sin especificar en 1840 un huracán toco tierra y destruyó grandes aldeas en Rio Grandean unspe